# Christianshavns Idræts Klub
Christianshavns Idræts Klub (eller Christianshavn IK, CIK) er en idrætsforening hjemmehørende i bydelen Christianshavn i København. CIK fungerer i forskellige sammenhænge som moderklub til dets seks selvstændige afdelinger med sportsgrenene: boksning, bordtennis, brydning, fodbold, gymnastik og håndbold på programmet og er tilsluttet deres respektive idrætsforbund under Dansk Idræts-Forbund. Foreningens enkelte afdelinger er dog underlagt CIKs hovedbestyrelse.
Moderklubben stiller faciliteter til rådighed for sportsklubberne og organiserer fælles initiativer i lokalområdet. Faciliteterne inkluderer klubhuset CIK Sportcenter i Bådmandsstræde på Christianshavn, som anvendes til indendørs klub- og idrætsaktiviteter, herunder møder, festlige begivenheder m.m. Derudover benytter afdelingerne blandt andet Sundby Idrætspark, Sundbyøster Idrætsanlæg samt Kløvermarkens Idrætsanlæg, da der på nuværende tidspunkt ikke eksisterer nogen idrætshaller på Christianshavn. Hovedforeningen udgiver endvidere medlemsbladet CIK Bladet, men enkelte afdelinger udgiver også deres egne klubblade.

## Klubbens historie
Christianshavns Idræts Klub blev grundlagt den 1. oktober 1921 af en folk unge mænd, der dyrkede idræt på Christianshavns Vold. De indledende diskussioner skete ved et af bordene ved legepladsen på Volden en sommeraften i 1921, som ledte til at de gennem deres præst og Blå Kors fik skaffet midlerne til at købe en fodbold. Foreningen startede udelukkende som en fodboldklub, men med henblik på at få flere idrætsgrene med. Allerede få måneder efter klubbens grundlæggelse, blev bokseafdelingen stiftet den 10. januar 1922 og boksning kom på programmet som den første idrætsgren udover fodbold. Sidenhen er klubben vokset med flere afdelinger, senest bordtennis-afdelingen.
Baggrunden for klubbens navn skyldes, at der to år forinden allerede var startet en anden fodboldklub på Christianshavn. Man besluttede sig dermed for Idræts Klub frem for Boldklub, som det ellers var kostume ved navngivning af fodboldklubber dengang. Christianshavns Boldklub (stiftet i 1919) fusionerede i 1926 med Christianshavn Idræts Klub og fortsatte efterfølgende under CIKs navn.
Hoffmann-Møller stiftede bryde-afdelingen den 24. februar 1924. Pengene til den første brydemadras kom i stand, da afdelingen afholdte et bal, hvorefter brydeaktiviteterne begyndte. For at indgyde den nødvendige respekt for afdelingen i CIK, afholdtes en populær kamp i maj 1926 mellem afdelingens stifter og den senere europamester i boksning, Jacob Michaelsen, som resulterede i en sejr til bryderen. Samme år blev klubben medlem af Københavns Atlet Union (KAU), og deltog allerede i dets holdturnering i 1928.
Håndbolden kom til klubben i slutningen af 1940'erne, da en herrehåndboldafdeling blev startet i 1949. CIK Herrehåndbold har stor sportligt fremgang i slutningen af 1970'erne og oplevede i denne periode samtidig en fusion med håndboldafdelingen i naboerne fra Idrætsforeningen Gullfoss. Endnu en fusion i 1980'erne fik samlet al håndbold i foreningen, da CIK Herrehåndbold blev sammenlagt med håndboldspillerne fra CIKs Dameafdeling. CIK Håndbold dækker således i dag både herrer/drenge samt damer/piger. Dameafdelingen opstod i 1947 og eksisterer stadig, men har ikke længere håndbold på programmet.
Klubben flyttede ind i det tidligere E. Nobels Tobaksfabrik i Bådsmandsstræde i 1971, hvor klubben stadig har til huse. Bokseafdelingen har her træningslokale på 3. sal, mens brydeafdelingen anvender træningslokale på 4. sal. Det økonomiske overskud fra en række stævner gik ind i klubbens byggefond, der havde som mål at lave et stort sportscenter.

### Hovedformænd
- 200?-: Dan Sørensen

## Underafdelinger
CIK er moderklub for sportsklubber indenfor forskellige idrætsgrene, heriblandt:
- CIK Boksning
- CIK Bordtennis
- CIK Brydning
- CIK Fodbold
- CIK Gymnastik
- CIK Håndbold (herunder professionelle Team Amager)

## Ekstern henvisning
- Christianshavn IKs officielle hjemmeside